# Ahnighito

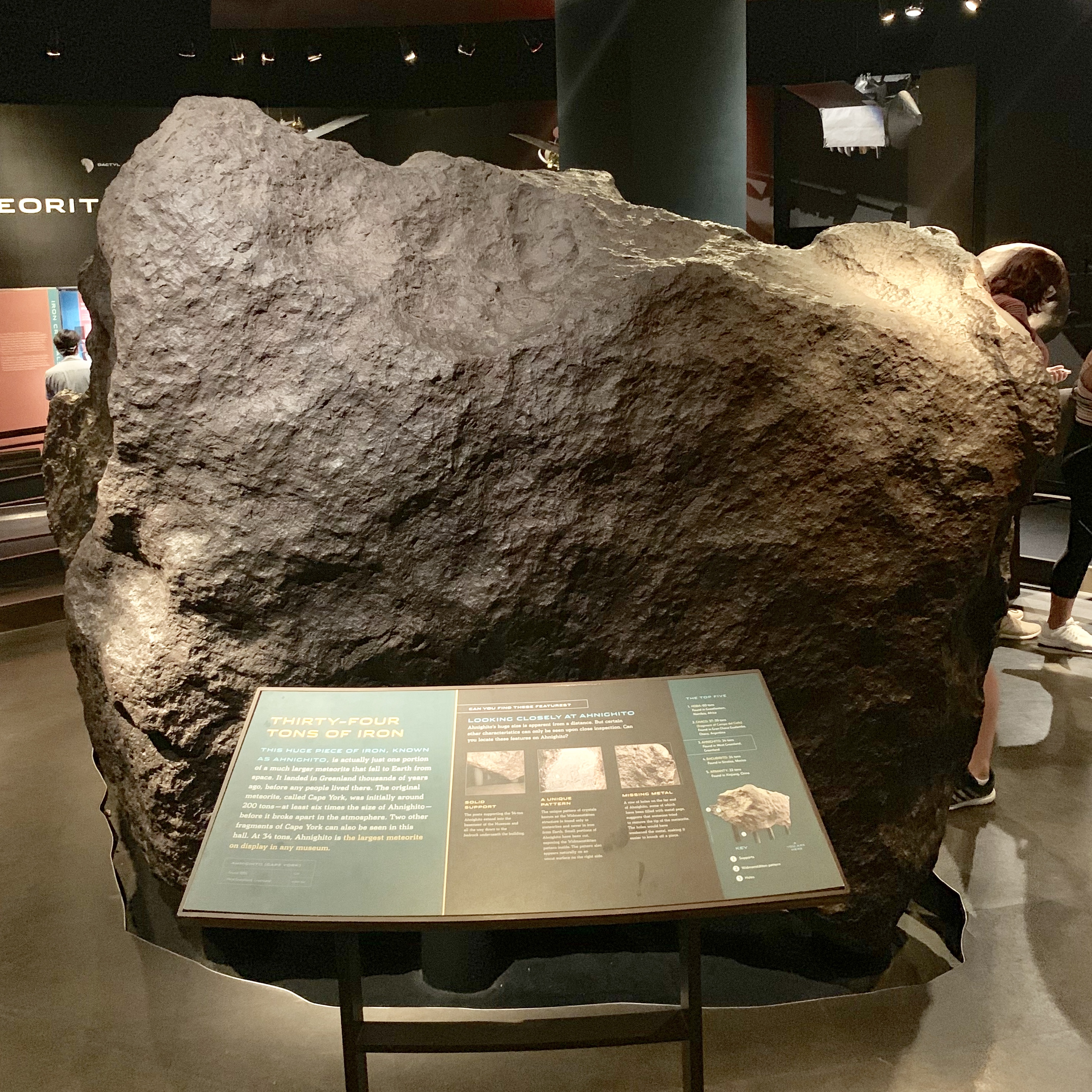
Meteorit v Americkém přírodovědném muzeu

Ahnighito nebo také meteorit z mysu York je jeden z největších známých meteoritů. Byl nalezen v severním Grónsku v roce 1894 Robertem Edwinem Pearym. Je to siderit typu IIIAB a odhaduje se, že dopadl na Zemi zhruba před deseti tisíci lety.
V roce 1818 oznámil polárník John Ross, že Eskymáci v okolí Cape York používají nástroje z kovu, který je vzhledem k obsahu niklu patrně meteoritického původu. Pět expedic v hledání meteoritu neuspělo, až Peary našel blízko osady Savissivik 31 tun vážící kámen, který místní obyvatelé podle jeho tvaru nazývali Ahgnihito (Stan). Peary nechal vybudovat železnici, aby tak velký balvan dopravil na loď. Po příjezdu do New Yorku meteorit prodal Americkému přírodovědnému muzeu, kde se nachází dodnes. S rozměry 3,4 × 2,1 × 1,7 metru jde o největší meteorit přemístěný člověkem. Dalšími známými úlomky mateřského meteoritu jsou Matka (hmotnost 3000 kg) a Pes (hmotnost 400 kg). V roce 1963 byl nalezen na poloostrově Agpaliik další kus meteoritu nazvaný Muž o váze 20 tun, který je umístěn v areálu Kodaňské univerzity.